# Деревно-чагарникові птахи
Деревно-чагарникові, або лісові птахи — екологічна група птахів, до якої належать представники різних рядів. Збирають корм переважно у кронах дерев і кущів, у заростях очерету та інших надводних рослин, тут же і гніздяться.

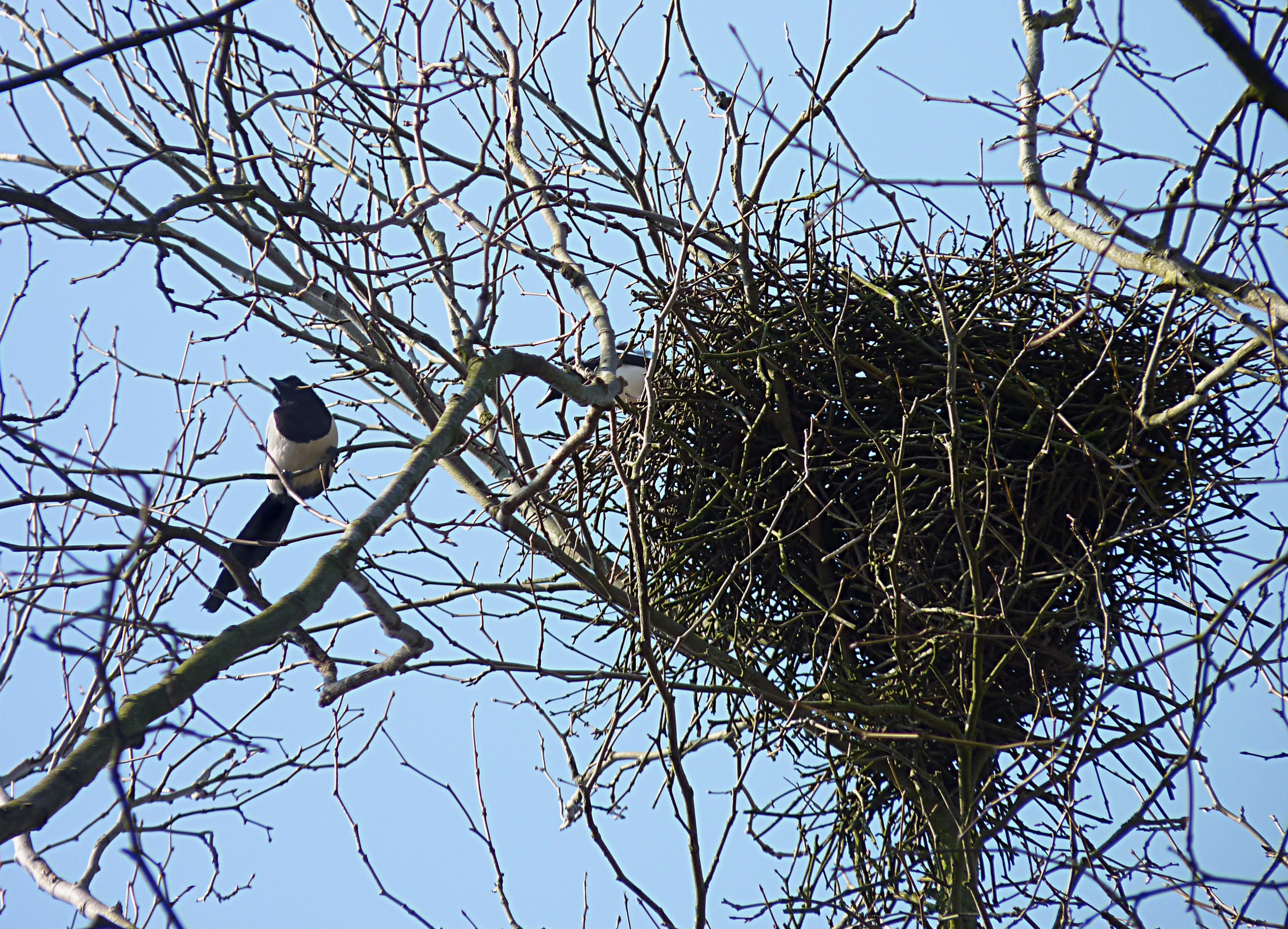
Сорока біля гнізда на дереві

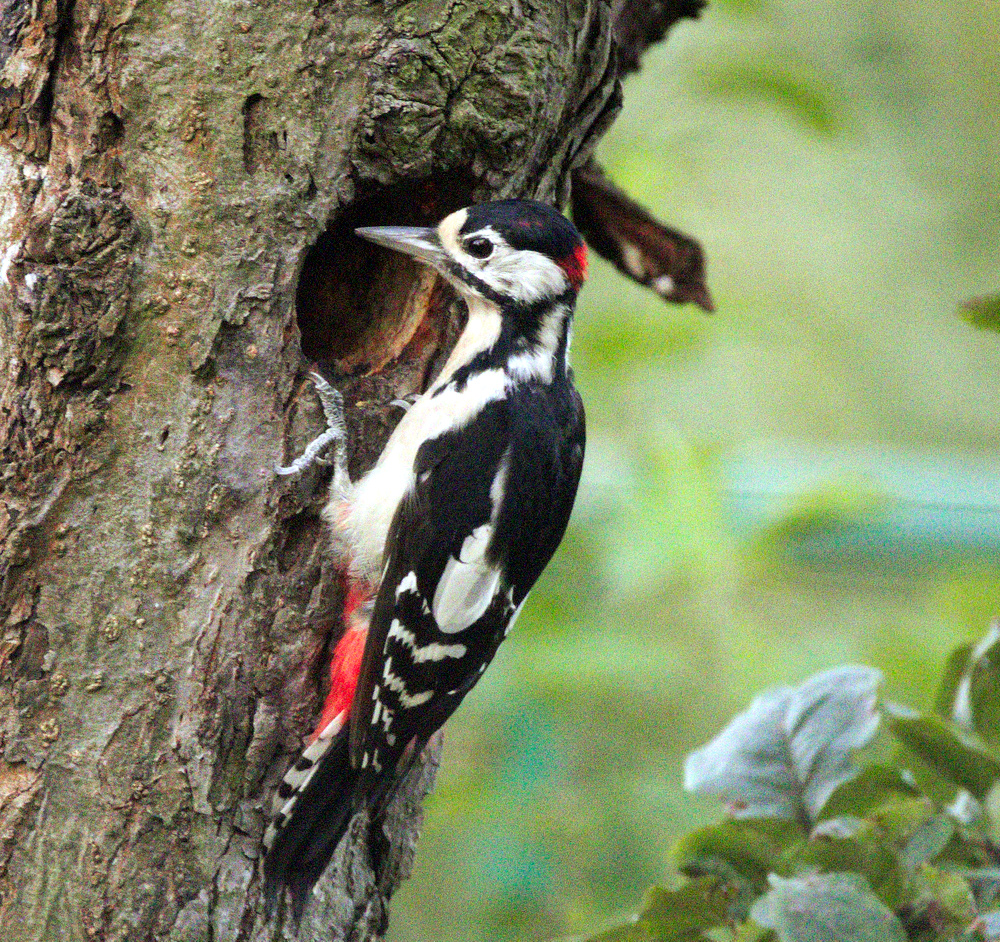
Дятел звичайний біля дупла

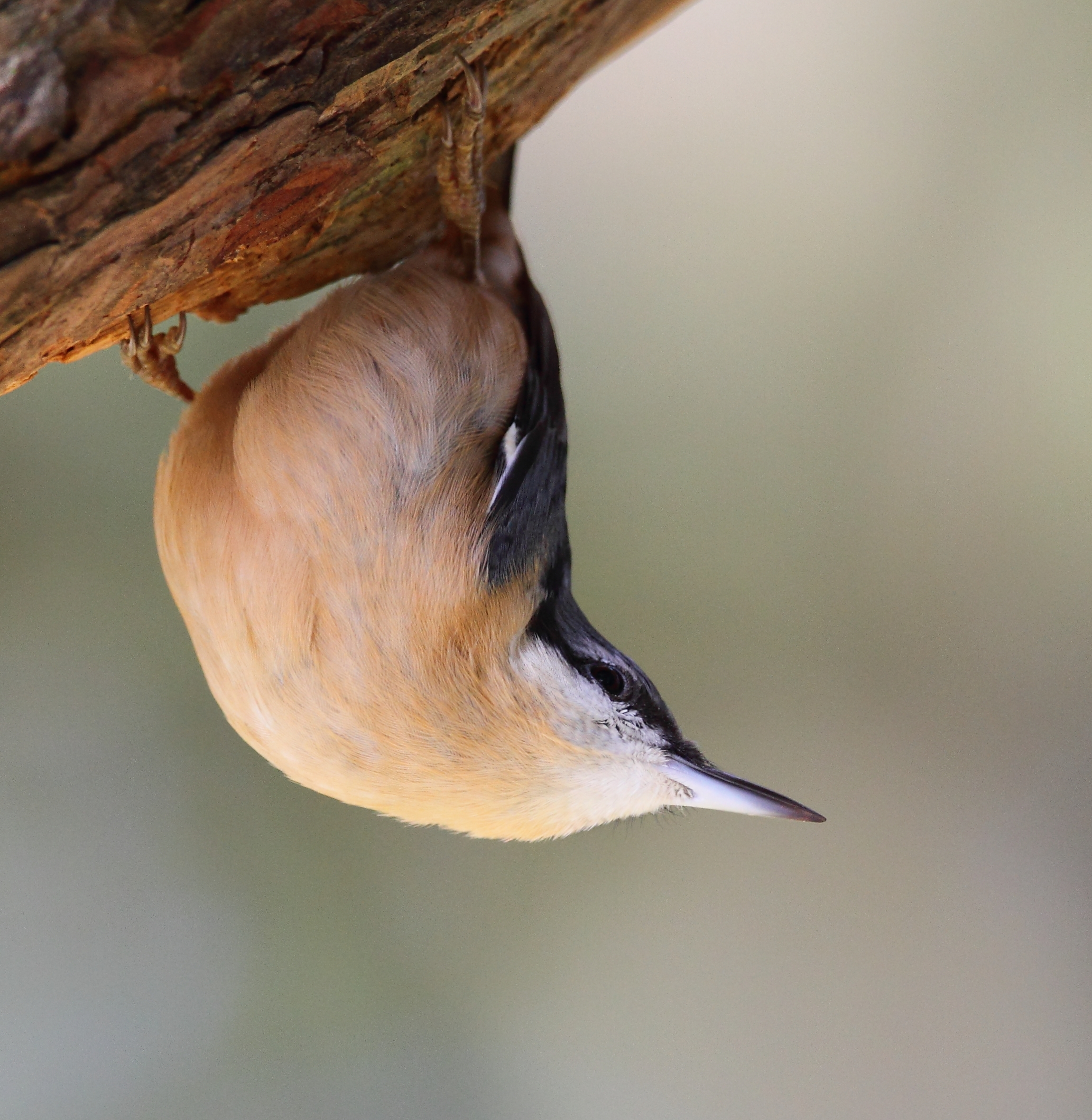
Повзик звичайний

За сучасними уявленнями, становлення класу Птахи було пов'язано із деревним способом життя. Тому до цієї екологічної групи у сучасній фауні належить найбільше видів птахів. Особливо велика кількість деревно-чагарникових птахів у тропічних лісах.
Більшість видів, що утворюють цю групу птахів, належать до різних родин горобцеподібних птахів: рогодзьобові, манакінові, вивільгові, деякі воронові, дивоптахові, синицеві, кропив'янкові та багато інших. Сюди ж належать представники рядів папугоподібні, дятлоподібні, туракоподібні, трогоноподібні, а також родин колібрієві, птахи-носороги, момотові та інші.
Серед морфологічних пристосувань до деревно-чагарникового способу життя слід відмітити наступні. У більшості сильні пальці із розвиненими кігтями. У представників родини дятлових змінюється будова лап — два пальці спрямовані вперед, два — назад; хвіст із міцних стернових пер притискається до стовбура і слугує додатковою точкою опори. Ці особливості дозволяють дятлам не тільки пересуватись по вертикальним стовбурам, але й довбати. Подібні адаптації виробились у представників родин слотнякових, дереволазових.
Під час збирання корму перестрибують з гілки на гілку, іноді за допомогою помахів крил. Папуги під час лазіння додатково використовують дзьоб. Дрібні птахи можуть пересуватись по вертикальним стовбурам дерев (синиці, повзики, підкоришники).
Деякі види групи деревно-чагарникових птахів заселяють безлісні скелясті ділянки та пересуваються по скелям, як по стовбурам і гілкам дерев.
Гнізда різної складності, у деяких видів досить майстерно сплетені, теплі і міцні; частина видів гніздиться в дуплах.
Види цієї групи живляться різноманітними комахами та іншими безхребетними, плодами, ягодами і насінням, деякі види поїдають бруньки, пильники квітів, п'ють нектар. Характеру трофічної спеціалізації відповідає будова дзьоба та язика. У переважно комахоїдних видів видовжений тогкий дзьоб дозволяє, як пінцетом, доставати здобич із тріщин кори. У видів, які полюють на комах із присади (момотові, мухоловкові, сорокопудові), дзьоб дещо розширений і сплющений. Довгий дзьоб туканів та птахів-носорогів дозоляє птахам дотягуватись до ягід, розташованих на тонких гілках. У видів, що живляться переважно нектаром (колібрієві, медолюбові, нектаркові), дзьоб вузький, сильно видовжений та зігнутий; язик може згортатись у трубочку. Потужний долотоподібний дзьоб у дятлів дозволяє довбати кору дерев і доставати комах та їхніх личинок. У всеїдних видів (воронові, туканові) міцний дзьоб нейтральної форми.